# Trioxidan

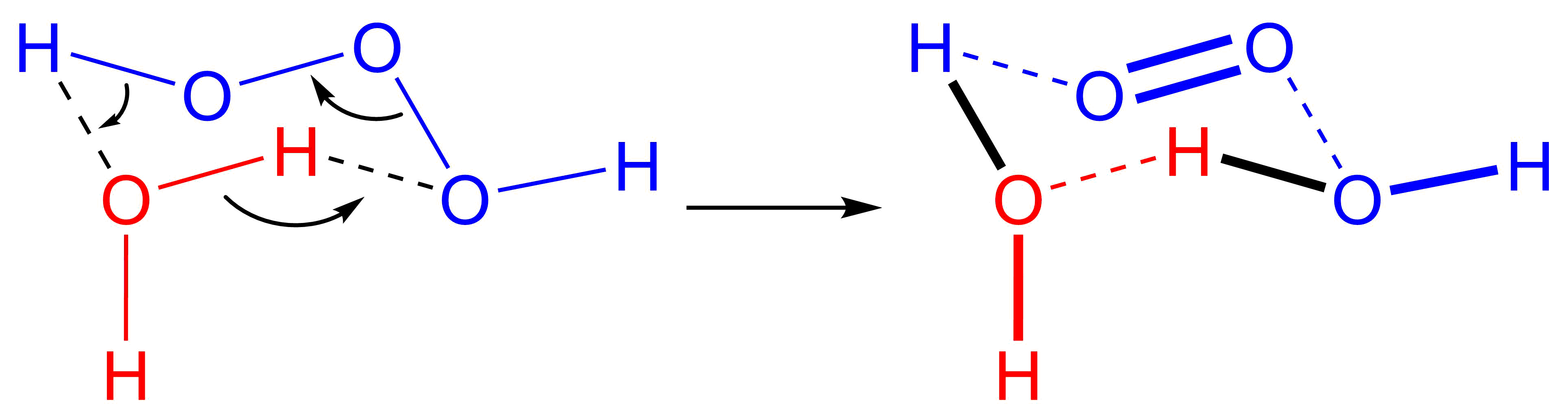
Phản ứng phân hủy trioxidane

Trioxidane (danh pháp IUPAC: μ-trioxidanediidodihydrogen), còn được gọi là hydro trioxide hoặc dihydro trioxide, là một hợp chất vô cơ có công thức hóa học HO3H (còn được viết là H(μ-O3)H hoặc H2O3). Nó là một trong những hydro polyoxide không ổn định. Trong dung dịch nước, trioxidane phân hủy tạo thành nước và oxy: Phản ứng ngược lại, việc bổ sung oxy vào nước, thường không xảy ra một phần do sự khan hiếm của oxy. Tuy nhiên, trong các hệ thống sinh học, ozone được biết là được tạo ra từ oxy, và cơ chế giả định là sản xuất trioxidane được xúc tác bởi kháng thể từ oxy.

## Điều chế
Trioxidane có thể thu được với một lượng nhỏ, nhưng có thể phát hiện được trong các phản ứng của ozon và hydro peroxide, hoặc bằng cách điện phân nước. Một lượng lớn hơn đã được điều chế bằng phản ứng của ozon với các chất khử hữu cơ ở nhiệt độ thấp trong nhiều loại dung môi hữu cơ khác nhau như quá trình anthraquinone, và nó cũng được tạo thành trong quá trình phân hủy hydrotrioxide hữu cơ (ROOOH). Ngoài ra, trioxidane có thể được điều chế bằng cách khử ozon với 1,2-diphenylhydrazin ở nhiệt độ thấp. Sử dụng phiên bản liên kết với nhựa của loại thứ hai, trioxidane tương đối tinh khiết có thể được phân lập dưới dạng dung dịch trong dung môi hữu cơ. Có thể điều chế các dung dịch có độ tinh khiết cao bằng cách sử dụng chất xúc tác metytrioxorheni (VII). Trong axeton-d6 ở -20 °C, tín hiệu NMR1H đặc trưng của trioxidan có thể được quan sát ở độ dịch chuyển hóa học là 13,1 ppm. Dung dịch hydro trioxide trong diethyl ether có thể được bảo quản an toàn ở -20 °C trong khoảng thời gian một tuần. Phản ứng của ozon với hydro peroxide được gọi là "quá trình peroxone". Hỗn hợp này đã được sử dụng trong một thời gian để xử lý nước ngầm bị nhiễm các hợp chất hữu cơ. Phản ứng tạo ra H2O3 và H2O5.

## Cấu trúc
Năm 2005, trioxidane đã được quan sát bằng thực nghiệm bằng quang phổ vi sóng trong một máy bay phản lực siêu thanh. Phân tử tồn tại trong một cấu trúc lệch, với góc nhị diện oxy–oxy–oxy–hydro là 81,8°. Độ dài liên kết oxy-oxy của picometer 142,8 ngắn hơn một chút so với liên kết oxy-oxy 146,4 pm trong hydro peroxit. Các dạng số và trimeric khác nhau dường như cũng tồn tại. Nó có tính axit hơn một chút so với hydro peroxit, phân ly thành H+ và OOOH-. 

## Phản ứng
Trioxidane dễ dàng phân hủy thành nước và oxy đơn, với chu kỳ bán rã khoảng 16 phút trong dung môi hữu cơ ở nhiệt độ phòng, nhưng chỉ mili giây trong nước. Nó phản ứng với các sulfua hữu cơ để tạo thành các sulfoxit, nhưng ít người biết về khả năng phản ứng của nó.
Nghiên cứu gần đây cho thấy trioxidane là thành phần hoạt tính chịu trách nhiệm về các đặc tính kháng khuẩn của hỗn hợp ozone/hydrogen peroxide nổi tiếng. Bởi vì hai hợp chất này cũng có trong các hệ thống sinh học nên người ta lập luận rằng một kháng thể trong cơ thể người có thể tạo ra trioxidane như một chất oxy hóa mạnh chống lại vi khuẩn xâm nhập. Nguồn gốc của hợp chất trong các hệ thống sinh học là phản ứng giữa oxy đơn và nước (tất nhiên xảy ra theo một trong hai hướng theo nồng độ), với oxy đơn được tạo ra bởi các tế bào miễn dịch. 
Hóa học tính toán dự đoán rằng có nhiều phân tử chuỗi oxy hoặc hydro polyoxide tồn tại hơn và thậm chí các chuỗi oxy dài vô hạn có thể tồn tại trong khí ở nhiệt độ thấp. Với bằng chứng quang phổ này, việc tìm kiếm loại phân tử này có thể bắt đầu trong không gian giữa các vì sao. 